# John Naisbitt University
La John Naisbitt University (in serbo: Универзитет Џон Незбит traslitterato: Univezitet "Džon Nezbit") è un'università privata situata a Novi Beograd, comune del distretto di Belgrado, in Serbia.

## Storia
Nasce con il nome di Megatrend Business School, ora Megatrend University, nel 1989.
Nel 1991, con la facoltà di Tecnologia di Bor dà inizio all'introduzione delle graduatorie per gli studi.
Il progetto, all'epoca l'unico nei Balcani, viene finanziato dall'Unione Europea tramite il fondo TEMPUS.
In seguito la facoltà di Geo-Economia è stata la prima del suo genere.
Nel giugno del 2000 il Ministro dell'Educazione, Mihailo Jokić, ha approvato la costituzione della facoltà della Megatrend University di Scienze Applicate.
Nel 2011 l'Università acquista le operazioni della fallimentare International University Vienna, creando la Megatrend International University Vienna, che fallirà per insolvenza nel 2013.
La Megatrend University fa parte dell'EAMSA (Euro-Asia Management Studies Association).

## Controversie
L'Università ha una pessima reputazione, a causa di programmi di studio leggeri e bassi standard, si ritiene anche che abbia contatti con politici serbi ai quali sarebbe stato assegnato un diploma per ottenere più visibilità come istituto.
L'Università ha anche assegnato un dottorato onorario a Muʿammar Gheddafi, Guida della Libia. In un'intervista, il Vice-Ministro dell'Educazione, Srbijanka Turajlić, ha detto "Ciò non è certo qualcosa di cui una qualsiasi università dovrebbe vantarsi, tuttavia, considerando la qualità dell'università in discussione, non è sorprendente che il dottorato sia stato concesso al ditattore".
Nel 2010 il magazine Marianne, parlando dei fratelli Bogdanov (o Bogdanoff), dimostrò che i due, professori della cattedra di cosmologia, usavano questo impiego per avere maggior credibilità mentre l'università otteneva due professori stranieri.
Alan Riazuelo, un astrofisico dell'Istituto di Astrofisica di Parigi, ha invece dimostrato che l'università non ha una cattedra di cosmologia, poiché il campo è economia e business, inoltre non esistono tracce dei loro corsi. Ma il rettore Jovanović in effetti aveva scritto la prefazione del loro libro, dandogli un qualche prestigio, almeno in Serbia.
Nel 2014 alcuni accademici dissero che la tesi di dottorato del Ministro dell'Interno, Nebojša Stefanović, era parzialmente un plagio (accuse poi smentite da due commissioni dell'università).
Sempre nel 2014 il rettore Jovanović si dimette, su richiesta del Ministro dell'Educazione, Srđan Verbić.